# NGC 5144A
NGC 5144A је спирална галаксија у сазвежђу Мали медвед која се налази на NGC листи објеката дубоког неба.
Деклинација објекта је + 70° 30' 53" а ректасцензија 13h 22m 53,9s. Привидна величина (магнитуда) објекта NGC 5144 износи 12,7 а фотографска магнитуда 13,4. NGC 5144A је још познат и под ознакама UGC 8420, MCG 12-13-5, MK 256, IRAS 13214+7046, CGCG 336-8, 7ZW 511, KUG 1321+707, PGC 46742.